# Dezider Kardos
Dezider Kardos   (Nadlice, 23 de desembre de 1914 - Bratislava, 18 de març de 1991) va ser un compositor eslovac, un dels principals representants de la música clàssica eslovaca moderna. Va rebre el títol d'Artista Nacional l'any 1975, el 2006 es va inscriure al Llibre d'Or de la Societat Eslovaca de Drets Mecànics i Escènics (SOZA).

## Biografia
Després d'acabar el batxillerat (1933), va estudiar a l'Acadèmia de Música i Drama, on va assistir als cursos de composició d'Alexander Moyzes i al mateix temps va assistir a les conferències de musicologia, estètica i història de l'art a la Facultat de Lletres de la Universitat Comenius. Kardoš es va graduar el 1937 i va reprendre els seus estudis a l'Escola de Mestres del Conservatori de Praga fins al 1939, on va ser alumne de Vítězslav Novák. De 1939 a 1945 va ser cap del Departament de Música de la Ràdio Eslovaca a Prešov, de 1945 a 1951 cap del Departament de Música de la Ràdio Txecoslovaca a Košice i des de 1951 a Bratislava. El 1952 esdevingué el primer director de la Filharmònica Eslovaca.
Durant els anys 1955–1963 va ser el president de la Unió de Compositors Eslovacs. Kardoš també va ser un reeixit tutor de composició, de 1961 a 1984 va ensenyar a l'Acadèmia d'Arts Escèniques de Bratislava (des de 1968 com a professor de composició). Va ser el fundador del simfonisme modern. Va ser un dels compositors més importants del segle xx, i va formar la base de la cultura musical eslovaca. Té el seu lloc a l'avantguarda del simfonisme eslovac modern. La producció original, que abasta gairebé tots els gèneres musicals, es basa en dues fonts d'inspiració: la música nacional eslovaca i el món modern. Procés dinàmic, instrumentació única, lirisme enèrgic, decidit i ardent, sensació de pau i perfecció de la construcció són els trets distintius de les seves obres, que pertanyen als valors permanents de la música europea.
Pel seu treball, l'any 1975 va ser guardonat amb el títol d'Artista Nacional.